# Wharton (Lincolnshire)
Wharton is een plaatsje in het Engelse graafschap Lincolnshire. Het maakt deel uit van de civil parish Blyton. Wharton komt in het Domesday Book (1086) voor als 'Warton'.